# Brygida Turowska
Brygida Turowska, także Brygida Turowska-Szymczak (ur. 24 sierpnia 1964 w Iławie) – polska aktorka teatralna, filmowa i dubbingowa.

## Życiorys
Karierę rozpoczęła w Teatrze Muzycznym im. Danuty Baduszkowej w Gdyni jako chórzystka. Była z nim związana od 1985 do 1990 roku. Pracowała również na deskach teatrów tj.:
- Miejskim im. Witolda Gombrowicza w Gdyni (1991–1994)
- Narodowym (Scena Operowa) w Warszawie (1996),
- Operze Bałtyckiej w Gdańsku (1998).

Od roku 1994 aktorka Teatru Nowego w Warszawie. Gra także w Teatrze Polskim oraz Fabryce Trzciny.
Przez wiele lat współpracowała z Adamem Hanuszkiewiczem. Zagrała w filmie Kobieta twoja, Dzięki tej roli dostała nominację do nagrody OFFskary 2006 (Polskie Nagrody Kina Niezależnego) w kategorii „Najlepsza aktorka”.
Była również częścią grupy DeepExplorers 2007. Pracowała jako operator dźwięku, asystent operatora pod wodą i na lądzie, aktorka i fotografik. Nurkuje od 2004 roku. Współtworzyła film dokumentalny pt. Wielki Błękit Morza Czerwonego.

## Filmografia
- 1997: Klan – nauczycielka w szkole, do której uczęszczał Maciuś
- 1997–1998: 13 posterunek
- 1999: Na dobre i na złe – Anna
- 2000: Plebania – dyrektorka zakładu opieki
- 2001–2002: Graczykowie – Ładna
- 2002–2003: Kasia i Tomek – pielęgniarka w stacji krwiodawstwa
- 2003: Na Wspólnej – Prowadząca konferencję
- 2003: Podróże z Caritas Polską – lektor
- 2004–2006: Kryminalni – lekarka
- 2005: Magda M. – Małgosia
- 2006: Ja wam pokażę! – kobieta
- 2007: Na Wspólnej – matka Justyny Stern
- 2011: Usta usta – sekretarka w filmie IT (odc. 32)
- 2012: Na dobre i na złe – Lucyna (odc. 500)
- 2014: Prawo Agaty – promotorka Staweckiego (odc. 78)

## Polski dubbing
- 1929–1969: Zwariowane melodie –
  - kwoka Emily (Niech będę to ja),
  - mysi wnuk (Cwaniak ze skrzypeczkami),
  - wiewiórka (Gdy lato się skończyło),
  - Syn Nocnego Stróża (Nocny stróż),
  - Sue (Niebezpieczny Dan MCFiś),
  - Rozgwiazda (Rybopeja),
  - Kot (Akademia złoczyńców),
  - Panna Różyczka (Przegląd wierszyków Mateczki Gąski),
  - Mały Indianin (Przegląd wierszyków Mateczki Gąski),
  - Mama Świnia (Figlarna farma),
  - Mysz (śmiech) (Podwójny wyścig),
  - kwoka pracująca dla przemysłu zbrojeniowego (Baśniowe bujdy),
  - Druga ze świnek (Czardasz i wieprzowinka),
  - niedźwiadek (Racica z Teksasu),
  - młoda Kaczka Melissa (Kwakofobia),
  - Pani Ryba (Kocia śpiewka),
  - Mama Żółwiowa (Pancerz ze skorupki)
- 1958−1961: Pixie i Dixie – Bridget (druga wersja – odc. 41)
- 1962–1987: Jetsonowie (seria TV)
- 1966: Flintstonowie
- 1966: Człowiek zwany Flintstonem
- 1968: Bajki z mchu i paproci (druga wersja)
- 1971: Lucky Luke: Daisy Town
- 1972: Pinokio
- 1978: Lucky Luke – Ballada o Daltonach – Carmen
- 1980: Figle z Flintstonami
- 1981–1989: Smerfy –
  - Gabrysia (odc. 51),
  - Floruna (odc. 167),
  - dziecko Floruny #1 (odc. 167)
- 1982: Listonosz Pat – Bill Thompson
- 1983–1985: Malusińscy – Henry
- 1983–1986: Inspektor Gadżet – Labella
- 1984–1987: Łebski Harry –
  - aktorka (odc. 5a),
  - mysz #1 (odc. 24a),
  - Mały (odc. 25a),
  - Dixie (odc. 30b)
- 1984–1985: Tęczowa kraina – Biały
- 1985–1988: M.A.S.K. –
  - profesor Daily (odc. 21),
  - kolega Mike’a (odc. 50),
  - Ashoka Oman (odc. 68)
- 1985–1988: Yogi, łowca skarbów – Auggie
- 1986–1987: Bosco – Damia
- 1987: Było sobie życie –
  - jeden z plemników (odc. 2),
  - jeden z chromosomów (odc. 2),
  - jedna z zasad azotowych (odc. 2),
  - jedna z komórek kości (odc. 2),
  - jedna z neuroprzekaźników (odc. 2),
  - jedna z komórek serca (odc. 2),
  - mama nowo narodzonego dziecka (odc. 2)
- 1986–1987: Mój mały kucyk –
  - Płomyczek (pierwsza wersja),
  - Zefirek (druga wersja),
  - Mała Tidli (druga wersja)
- 1987–1990: Kacze opowieści –
  - kobieta zbierająca pieniądze na rzecz biednych (druga wersja – odc. 24),
  - matka Kręgielki (druga wersja – odc. 29)
- 1987: Nastolatki z Beverly Hills – Dexter McTech
- 1988–1994: Garfield i przyjaciele – Lola (odc. 37c)
- 1989–1992: Karmelowy obóz – Iggy
- 1988: Scooby Doo: Szkoła upiorów
- 1990: Pinokio
- 1990: Filiputki – Filuś
- 1990–1994: Super Baloo – nauczycielka Kita (druga wersja – odc. 26)
- 1991–1992: Trzy małe duszki –
  - chłopiec z domu dziecka (odc. 11a),
  - Buster
- 1991–1997: Rupert –
  - Królowa Szachowa (odc. 5),
  - Wieża (odc. 5),
  - elf Briar (odc. 9),
  - Ciemnowłosa skrzatka (odc. 15)
- 1991–2004: Pełzaki –
  - Phil (druga wersja),
  - Charlotte, matka Angeliki (druga wersja)
- 1992: W 80 marzeń dookoła świata
- 1992–1993: Goofy i inni –
  - Debbie (druga wersja – odc. 31),
  - Melvin (druga wersja – odc. 33)
- 1992–1993: Mikan – pomarańczowy kot – Jerry (odc. 21-22)
- 1992–1994: Mała syrenka –
  - Ollie (druga wersja – odc. 20, 30),
  - Krabozuch #1 (druga wersja – odc. 22),
  - wieśniak #2 (druga wersja – odc. 29)
- 1992–1998: Batman – Robin/Tim Drake (druga wersja)
- 1992–2002: Shin-chan – Shin-chan
- 1993: Opowieść o dinozaurach – Louie
- 1993–1997: Beavis i Butt-head –
  - Kobieta z telewizora #1 (odc. 1),
  - Aktywistka (odc. 3),
  - Daria (odc. 4, 104),
  - Rodząca kobieta (odc. 7),
  - Tiffany (odc. 9),
  - Burger (odc. 22),
  - Talerz z kanadyjskim bekonem (odc. 22),
  - Chłopiec (odc. 97),
  - Operatorka (odc. 97),
  - Pracowniczka na zastępstwie (odc. 101),
  - Syn Stewarta (odc. 109),
  - Fryzjerka (odc. 110),
  - Genie (odc. 121),
  - Blondwłosa dziewczyna (odc. 126),
  - Blondwłosy uczeń (odc. 143),
  - Kobieta w biurze matrymonialnym (odc. 150)
- 1994: Byli sobie wynalazcy –
  - zegar pokazujący rok (odc. 17),
  - jedna z kur (odc. 17),
  - młody gazeciarz #1 (odc. 17),
  - służąca greckiej królowej (odc. 19),
  - staruszka (odc. 19),
  - jedna z dam (odc. 21),
  - Bronisława Skłodowska (odc. 22),
  - uczennice z klasy Marii Skłodowskiej-Curie (odc. 22),
  - głosy z tłumu (odc. 22),
  - jedna z kobiet, której Maria Curie pożyczyła auto (odc. 22),
  - Irene Joliot-Curie (odc. 22),
  - początkowa kierowczyni ambulansów (odc. 22),
  - dziewczynka, która dostała bukiet (odc. 23),
  - gospodyni #2 (odc. 23),
  - małpa Gloria (odc. 24),
  - samica kawki #2 (odc. 24),
  - żona farmera (druga scena w odc. 24),
  - wilczyca (odc. 24),
  - Mark Armstrong (odc. 25)
- 1994–1996: VR-Troopers – Kaitlin
- 1994–1996: Fantastyczna Czwórka – Komandor Lyja (odc. 4, 7)
- 1994–1996: Kleszcz – Pokojówka (druga wersja)
- 1994–1998: Świat według Ludwiczka –
  - Toddler (odc. 27-32, 34-36, 38),
  - Pani Jensen (odc. 27-32, 34-36, 38)
- 1994–2004: Przyjaciele –
  - Franny (odc. 1),
  - Kathy (odc. 78-81, 84, 86),
  - Maria Teresa Tribbiani (odc. 59),
  - automatyczna sekretarka (odc. 70),
  - kucharka (odc. 83),
  - lekarz (odc. 90),
  - pracownica kliniki (odc. 93),
  - Felicity, druhna Emily (odc. 97),
  - kobieta w bibliotece (odc. 153)
- 1995–1998: Pinky i Mózg –
  - Kobieta z reklamy (odc. 2),
  - Fumiko (odc. 3),
  - Francis (odc. 16),
  - Lisa (odc. 19),
  - naukowiec ACME (odc. 22)
- 1994: Księżniczka łabędzi (wersja kinowa)
- 1994: Prowincjonalne życie
- 1994: Scooby Doo i baśnie z tysiąca i jednej nocy
- 1995: 2112: Narodziny Doraemona – Doraemon
- 1996: Heroes of Might and Magic II - narrator
- 1996: Kopciuszek – Kopciuszek
- 1996–1998: Mała księga dżungli –
  - Benny (odc. 11b),
  - stara Małpa (odc. 14),
  - mały wilczek #1 (odc. 16a),
  - kaczka (odc. 21a),
  - Ćwirek (odc. 21a)
- 1996–2000: Ogrodnik Pankracy
- 1996–2000: Opowieści z księgi cnót –
  - koleżanka Bridgette (pierwsza wersja dubbingu – odc. 23),
  - pani Kotka (pierwsza wersja dubbingu – odc. 24),
  - chłopiec z wioski (pierwsza wersja dubbingu – odc. 26)
- 1996–2000: Superman –
  - Gisbulka (odc. 21, 46),
  - Maggie Sawyer (odc. 34, 39),
  - Kala In-Zie (odc. 40),
  - Mercy Graves (odc. 53)
- 1997: Myszorki na prerii – Kiełek
- 1997–1998: Przygody Olivera Twista – Artur Spryciarz
- 1997–2001: Byle do przerwy –
  - Pani Griswold (odc. 17, 33, 43),
  - Stemple (odc. 17),
  - Sue-Bob (odc. 20, 63),
  - Nobel (odc. 32),
  - Hektor (odc. 34, 36),
  - Pani Weems (odc. 35),
  - Jurorka 2 (odc. 39),
  - Pani Grundler (odc. 45),
  - Swen (odc. 48),
  - Pani Lasalle (odc. 55),
  - Pani Richards (odc. 62)
- 1997–2004: Tabaluga
- 1997–2004: Witaj, Franklin
- 1997–2009: Bibi Blocksberg –
  - Motyl (odc. 6),
  - Drusa (odc. 20),
  - Arkadia (odc. 22),
  - Esmeralda (odc. 23)
- 1997: Miasteczko South Park –
  - Kyle Broflovski (seria I),
  - Wendy Testaburger (oprócz odc. 221),
  - Sharon Marsh,
  - Sheila Broflovski,
  - Linda Black,
  - Mama Wendy,
  - Karen McCormick,
  - Rebecca „Ruda”,
  - Lola,
  - Heidi Turner (serie XI-XIX),
  - Henrietta Biggle,
  - Harriet Biggle,
  - Laura Tucker,
  - Wesz Kelly (odc. 156),
  - Jedna z lesbijek (odc. 159),
  - Kate (odc. 159),
  - Linda (odc. 159),
  - Tracy (odc. 159),
  - Dziewczynka z syndromem Tourrete'a #2 (odc. 161),
  - (Łaniowata Łania) (odc. 164),
  - Sekretarka Pentagonu (odc. 164),
  - Staruszka w autobusie (odc. 164),
  - Wonder Woman (odc. 165),
  - Blondwłosa dziewczynka (odc. 167),
  - Jenny (odc. 167),
  - Fanka Obamy (odc. 179),
  - Fanka McCaina (odc. 179),
  - Michelle Obama (odc. 179, 232),
  - Nancy (odc. 182),
  - Tammy Warner (odc. 182),
  - Kelly (odc. 185),
  - Charise (odc. 190),
  - Recepcjonistka (odc. 190),
  - Elin Nordegren (odc. 196),
  - Kim Kardashian (odc. 197),
  - Członkini zgromadzenia #2 (odc. 197),
  - Pielęgniarka (odc. 198),
  - Klientka restauracji #2 (odc. 198),
  - Lenora (odc. 202),
  - Kobieta z reklamy wibrohantli (odc. 209),
  - Matka na spotkaniu rodziców (odc. 213),
  - Pracowniczka FedEksu (odc. 213),
  - Sekretarka dziekana Howlanda (odc. 213),
  - Sarah McLaughlin (odc. 214),
  - Asystentka przedstawiciela administracji Obamy (odc. 221),
  - Natalie Portman (odc. 222),
  - Pani Weatherhead (odc. 223),
  - Inspektorka West (odc. 224),
  - Kobieta na pogrzebie (odc. 224),
  - Koleżanka chłopca uprawiającego taylorswifting (odc. 226),
  - Dziewczyna uprawiająca tebowing (odc. 226),
  - Donna (odc. 234),
  - Recepcjonistka NSA (odc. 238),
  - Ranka Aleca Baldwina (odc. 238),
  - Ruda dziewczynka (odc. 239),
  - Toodee (odc. 242),
  - Tammy Thompson (odc. 244-247),
  - Carol (odc. 250),
  - Trenerka siatkarek (odc. 255),
  - Polityk #2 (odc. 259),
  - Annie (jedna kwestia w odc. 269),
  - Kosmonautka #1 (odc. 273),
  - Hannah Williams (odc. 279),
  - Uczennica (odc. 279),
  - Kobieta w spocie strony DNA i Ja #1 (odc. 280),
  - Pani Tweak (odc. 281),
  - Rodzic #2 (odc. 281),
  - Molly (odc. 284),
  - Nauczycielka (odc. 286),
  - Pani Nelson (odc. 288. 295),
  - Prawniczka (odc. 290),
  - Recepcjonistka (odc. 293),
  - Kobieta z reklamy Pudełka Buddy (odc. 295),
  - Pani Zewiski (odc. 297)
- 1997–2001: Byle do przerwy –
  - Pani Griswold (odc. 17, 33, 43),
  - Stemple (odc. 17),
  - Sue-Bob (odc. 20, 63),
  - Nobel (odc. 32),
  - Hektor (odc. 34, 36),
  - Pani Weems (odc. 35),
  - Jurorka 2 (odc. 39),
  - Pani Grundler (odc. 45),
  - Swen (odc. 48),
  - Pani Lasalle (odc. 55),
  - Pani Richards (odc. 62)
- 1997–2001: Daria – Daria Morgendorffer
- 1997–2004: Johnny Bravo –
  - blondwłosa kobieta (odc. 27b),
  - Właścicielka Diablo (odc. 29b),
  - kapitan Debbie Nemo (odc. 44c),
  - sprzedawczyni masła orzechowego (odc. 45a),
  - Rita Amplie (odc. 45b),
  - naczelnik więzienia (odc. 49b),
  - Gia (odc. 50a)
- 1998: Przygody Nobity na Morzu Południowym – Doraemon
- 1998: Amerykańska opowieść. Skarb wyspy Manhattan – Tony
- 1998: Dr Dolittle –
  - suczka młodego Johna Dolittle,
  - Sowa
- 1998: Sztruksik – Sztruksik
- 1998: Dziesięcioro przykazań – opowieści dla dzieci
- 1998: Kacper i Wendy – Kacper
- 1998–2004: Atomówki –
  - Sara Bellum (serie IV-V),
  - dziennikarka (odc. 31b),
  - chłopiec (odc. 74a),
  - mała dziewczynka (odc. 75a)
- 1998: Farma pełna strachów – syn Papy Gotyka (odc. 2a)
- 1998−1999: Herkules –
  - Galatea (odc. 10),
  - Meduza (odc. 62),
  - Alex (odc. 63),
  - mamcia (odc. 65)
- 1998−1999: Podróże z Aleksandrem i Emilią – Vito Marochi (odc. 32)
- 1998: Srebrny Surfer – Amber (odc. 3)
- 1998−1999: Tajne akta Psiej Agencji –
  - Bast (odc. 5a),
  - Timmy (odc. 6b)
- 1999: Heroes of Might and Magic III: The Shadow of Death – Gem
- 1999: Scooby Doo i duch czarownicy – Thorn, członki zespołu „Eko-Wiedźmy”
- 1999: Gwiezdne wojny: część I – Mroczne widmo –
  - Kapitan,
  - TC-14
- 1999: Muppety z kosmosu
- 1999: SpongeBob Kanciastoporty –
  - dzieciak #1 (odc. 154a),
  - kierowcy (odc. 154a),
  - różowa uczennica (odc. 154b),
  - Billy (odc. 157b),
  - pielęgniarka (odc. 217b),
  - babcia Planktona (odc. 228b)
- 1999: Twipsy
- 1999–2000: Digimon –
  - Izzy,
  - Piximon (seria I),
  - Mama Sory
- 1999–2000: Dilbert –
  - Reporterka (odc. 3),
  - Budzik (odc. 14)
- 1999–2000: Medaboty –
  - Paco,
  - Natalie
- 1999–2001: Wodnikowe Wzgórze –
  - łasica (odc. 2, 9, 31),
  - papuga #2 (odc. 12),
  - Rufi (kokosza) (odc. 20),
  - sroka #1 (odc. 23),
  - wróżka (odc. 34),
  - Koniczynka (odc. 38-39)
- 1999–2001: Dzieciaki z klasy 402 – Joe Tuna „Tuńczyk”
- 2000: Przygody szewczyka Grzesia –
  - Grześ,
  - jedna z poddanych królowej Pantofelli (odc. 4),
  - jedna z mieszkanek (odc. 13),
  - jedna z wróżek (odc. 22)
- 2000: Diablo II
- 2000: Pełzaki w Paryżu
- 2000–2003: Clifford – Cleo
- 2000: Spotkanie z Jezusem (wersja telewizyjna)
- 2000: Cicha noc: Historia pierwszego Bożego Narodzenia –
  - Maria (wersja DVD),
  - klacz Orion (wersja DVD),
  - mama Benny’ego (wersja DVD)
- 2000: Franklin i zielony książę
- 2000: Leć, leć w przestworza – Judy Marshall
- 2000: Pełzaki w Paryżu – Phil
- 2000: Spotkanie z Jezusem (wersja telewizyjna)
- 2000: Tweety – wielka podróż
- 2001: Dr Dolittle 2 –
  - Prezenterka wiadomości,
  - Gołębica
- 2001: Mały Miś i przyjaciele
- 2001: Przygody Timmy’ego / Wróżkowie chrzestni –
  - Chad (odc. 17a, 20, 24, 26b),
  - Mama RJa (odc. 19),
  - prezenterka (odc. 19),
  - Skip Błyskogatek (odc. 22a),
  - Zębowa Wróżka (odc. 22a),
  - jeden z dzieciaków telefonistów (odc. 23a),
  - żołnierze Kupidyna (odc. 24),
  - jedna z kobiet (odc. 24),
  - recepcjonistka w salonie SPA (odc. 25b),
  - jedna z wróżek (odc. 25b),
  - nauczycielka małego Łamacza (odc. 26a),
  - AJ / RJ (od odc. 53),
  - Pani Dyrektor (odc. 53-69),
  - Paula Biszkopcik (odc. 53),
  - czarnoskóra okularnica z Tajnej Szkółki (odc. 54),
  - Mama Vicky (odc. 54, 61b, 63a),
  - H2Olga (odc. 56a),
  - czarnoskóry okularnik (odc. 57),
  - brązowowłosa dziewczynka (odc. 59b),
  - Żona Watta (odc. 61a),
  - jedna z supermodelek (odc. 64a),
  - Pierre (odc. 66a),
  - Susie Califfragilistic (odc. 66b),
  - Binky (odc. 67a),
  - jeden z wróżków (odc. 67b),
  - Florence Henderson (odc. 67b),
  - Starlet (odc. 68b),
  - Mama Spriga (odc. 69),
  - Pani Śmierćszybka (odc. 75),
  - jeden z jaskiniowych dzieciaków (odc. 87b),
  - komputer RJ’a (odc. 88),
  - przewodniczka (odc. 96).
  - Alyssa (odc. 108b),
  - RJ z przyszłości (odc. 112b),
  - Matka Natura (odc. 115b),
  - Smartfon (odc. 130b),
  - Debbie (odc. 132),
  - Earl (odc. 149)
- 2001–2002: Power Rangers Time Force –
  - Vypra,
  - Angela Fairweather,
  - Contemptra/Angelique
- 2001–2004: Medabots – Paco, Natalie
- 2001–2007: Rodzina Rabatków – Patryk Gomolt
- 2001: Pokémon 3: Zaklęcie Unown – wykonanie piosenek
- 2001: Odjazdowe zoo – Lea
- 2001: Original War – Lisa Lawson
- 2002: Balto II: Wilcza wyprawa – Jenna
- 2002: Tajemnice Wyspy Wielkanocnej – Piotr
- 2002: Tytus, Romek i A’Tomek wśród złodziei marzeń – komputer Saligii
- 2002–2004: Misiowanki – Berta
- 2002–2010: Baśnie i bajki polskie –
  - Jaskółka (odc. 1),
  - gospodyni (odc. 15),
  - dziewczynka (odc. 15),
  - chłopak (odc. 15),
  - Kaczmarka (odc. 20),
  - Dziewczyna (odc. 20),
  - Podkuchenna (odc. 20),
  - Goście (odc. 20),
  - Panna wodna (odc. 21),
  - Szewc Kopytko (odc. 22)
- 2002: Balto II: Wilcza wyprawa – Jenna
- 2002: Co nowego u Scooby’ego? – Thorn, członkini zespołu „Czaderki z Trumienki” (odc. 21)
- 2002: Warcraft III: Reign of Chaos – Jaina Proudmoore
- 2002: Syberia – Kate Walker
- 2002–2005: Co nowego u Scooby’ego? –
  - Cody Long (odc. 23),
  - Eve De La Faye (odc. 25)
- 2002–2006: Jimmy Neutron: mały geniusz – Brobot
- 2002–2007: Naruto – Konohamaru, Hinata Hyūga, Tenten
- 2002–2008: Kryptonim: Klan na drzewie – Numer 5
- 2002–2008: Gwiazdka Laury –
  - Oksana,
  - Fabina,
  - Klaudia
- 2003: Doraemon: Ludzie wiatru – Doraemon
- 2003: Legenda Nezha –
  - Shiji,
  - Trzask
- 2003–2005: Młodzi Tytani – Kicia, Sarasim
- 2003–2005: Przygody Misia Bruno
- 2003–2005: Radiostacja Roscoe –
  - jedna z uczennic (odc. 43),
  - Marilyn (odc. 49)
- 2003–2005: Gwiezdne wojny: Wojny klonów – Asajj Ventress
- 2003–2007: Kod Lyoko –
  - Odd,
  - pani Meyer (odc. 10, 14, 19, 31, 37-38, 42, 48),
  - mama Urlicha (odc. 82)
- 2003–2007: Z życia nastoletniego robota –
  - XJ7 (odc. 8a),
  - Gerald (odc. 8a),
  - Królowa Vexus (odc. 9a, 12b, 20b, 23a, 25a, 27-28, 35b, 39b),
  - dziewczyna (odc. 9b),
  - trenerka grupy cheerleaderek (odc. 9b),
  - jedno z robodzieci (odc. 13a),
  - kobieta (odc. 13a),
  - chłopiec #1 (odc. 31a),
  - chłopiec na przesłuchaniu (odc. 31a),
  - Francuzka (odc. 35a)
- 2003–2006: Lilo i Stich –
  - Elastico (odc. 32),
  - chłopiec (odc. 36),
  - turystka (odc. 51),
  - szara wiewiórka (odc. 51)
- 2003–2010: Małgosia i buciki –
  - Poziomka (odc. 3b),
  - Li Wei (odc. 5b),
  - Fio (odc. 27a)
- 2003: Warcraft III: The Frozen Throne –
  - Jaina Proudmoore,
  - Sylvanas Windrunner,
  - Posąg Aszune,
  - Banshee (jednostka),
  - Jeździec hipogryfa (jednostka),
  - Duch lasu #2,
  - Łuczniczki nocnych elfów
- 2003: Neverwinter Nights: Hordes of the Underdark – Sharwyn / Nathyrra Kant'tar
- 2003: Scooby Doo i legenda wampira – Thorn, członki zespołu „Eko-Wiedźmy”
- 2003: Old School: Niezaliczona
- 2003: Nawiedzony dwór
- 2003: Ghost Master
- 2003: JoJo z cyrku – Skibo
- 2003: Kot
- 2003: Dzieci pani Pająkowej ze Słonecznej Doliny
- 2003–2004: Stuart Malutki (wersja dla MiniMini)
- 2003–2004: Traktor Tom – Maluszek (seria II)
- 2003–2006: Szczenięce lata Clifforda – Clifford
- 2004–2006: Liga Sprawiedliwych bez granic –
  - kobieta w ciąży (odc. 7),
  - Sroya Bashir (odc. 8),
  - Giganta (odc. 9),
  - Tala (odc. 16-18, 32, 34-35, 38),
  - Vixen/Mari McCabe (odc. 28),
  - fanka Supergirl (odc. 29)
- 2004-2010: Przyjaciele z podwórka – Łosiek (wersja telewizyjna)
- 2004: Świątynia pierwotnego zła – Hruda, Córka zielarki
- 2004: Syberia II – Kate Walker
- 2004: Żony ze Stepford
- 2004: Wygraj randkę
- 2004: Rybki z ferajny – Lola
- 2004: Hi Hi Puffy AmiYumi – Yumi
- 2004–2007: Kod Lyoko – Odd Della Robia
- 2004: Super Robot Monkey Team Hyperforce Go! – Chiro
- 2004: Pani Pająkowa i jej przyjaciele ze Słonecznej Doliny
- 2004–2009: Dom dla Zmyślonych Przyjaciół pani Foster –
  - Ser (odc. 20, 41, 44, 47, 53, 64, 75),
  - Czarny kolega Maksa (odc. 46),
  - Mały Jordan (odc. 51),
  - Cler (odc. 53),
  - Staruszka (odc. 55)
- 2005: Yakari –
  - Dwa Warkocze – mama Yakariego,
  - wilczyca,
  - Bąbel Miodu,
  - Peszek/Czujne Oko,
  - wrona,
  - koza,
  - Ognista Strzała,
  - Dzika Róża,
  - Gadatliwe Pióro
- 2005: Scooby Doo na tropie Mumii
- 2005: Kajko i Kokosz – Żuczek Basia / Żuczek Rysio
- 2005: Garbi: super bryka
- 2005: Karol. Człowiek, który został papieżem
- 2005: Harcerz Lazlo – Honey, Bill
- 2005: Mali Einsteini – Leoś
- 2005: Batman kontra Drakula
- 2005: King Kong: Władca Atlantydy
- 2005: Doraemon – Doraemon
- 2005: Finley, wóz strażacki – Pędzik
- 2005: Opowieści z Narnii: Lew, czarownica i stara szafa
- 2005: B-Daman – Terry
- 2005: Martin Tajemniczy – Alex (jeden odcinek)
- 2005: Karol do kwadratu – Chloe Porażka siostra Karola
- 2006: Kapitan Flamingo – Milo Powell / Kapitan Flamingo
- 2006: Auta
- 2006: Lilo i Stich: Leroy i Stich
- 2006: Lis i pies 2
- 2006: Krowy na wypasie − Bessy
- 2006–2007: Xiaolin – pojedynek mistrzów – Omi
- 2006–2007: Miś Fantazy –
  - wielka kotka,
  - wróżka
- 2006–2009: Supercyfry –
  - Cyfra 9,
  - Agent 88 (odc. 12-13, 17, 22),
  - Agent 14 (odc. 15, 18, 23),
  - Agent 38 (odc. 37, 39),
  - Agent 72 (odc. 50),
  - dziewczynka (odc. 50)
- 2007: Wiedźmin –
  - pielęgniarka,
  - Sabrina Glevissig,
  - Rivijka,
  - Nikra,
  - urzędniczka
- 2007: Bakugan: Młodzi wojownicy –
  - Marucho,
  - Mama Shuna
- 2007: Hallo, tu Hania! – Francis
- 2007–2009: Najnowsze wydanie – Macocha Amandy (odc. 15)
- 2007–2012: iCarly –
  - Danika McNolty (odc. 62),
  - Candace (odc. 63)
- 2007: Simpsonowie: Wersja kinowa – Milhouse Van Houten, Collin
- 2007: Happy Wkręt – Mama – piękna córka młynarza
- 2007: Ratatuj
- 2007: Barbie i magia tęczy – czarodziejka
- 2007: Pada Shrek
- 2007: Don Chichot
- 2007: Supercyfry – Cyfra 9
- 2007: Neverwinter Nights 2: Maska Zdrajcy – Safiya
- 2007: Opowieści Mamy Mirabelle – Gepico
- 2007: Klub Winx – Tajemnica Zaginionego Królestwa − Layla
- 2008: Kroniki Spiderwick – pielęgniarka
- 2008: Stacyjkowo –
  - Pani Inspektor (odc. 35),
  - Tina (odc. 94-95, 97, 99-104, 107, 110, 112-114, 116-117, 119-120, 122, 124, 128, SP2, MC04-MC05, MC15, MC44)
- 2008: Agent specjalny Oso –
  - Józio (odc. 3a),
  - Mama Adasia (odc. 10b),
  - Dawid (odc. 19a),
  - Abuela (odc. 44a),
  - Louis (odc. 44b),
  - Pani Garcia (odc. 45a),
  - Janek (odc. 46b),
  - Mama Karolki i Izy (odc. 47a),
  - Maja (odc. 47b),
  - Nauczycielka (odc. 48a),
  - jedna z koleżanek Julki i Oli (odc. 48b),
  - panna Kafas (odc. 49b),
  - Angela (odc. 50b),
  - Kaira (odc. 51b),
  - Marco (odc. 53a),
  - Rafael (odc. 53b),
  - Lin (odc. 54a),
  - Lejni (odc. 58b),
  - Mama Rafaela (odc. 59b)
- 2008: Viva High School Musical Meksyk: Pojedynek
- 2008: Speed Racer
- 2008: Prince of Persia – konkubina
- 2008: Kung Fu Panda – Tygrysica
- 2008: Gwiezdne wojny: Wojny klonów – Asajj Ventress
- 2008: Dzieciak kontra Kot – Coop
- 2008: My Little Pony: Poznajcie kucyki – Toola Roola
- 2008–2009: Była sobie Ziemia –
  - nauczycielka (odc. 18),
  - Namita (odc. 18)
- 2008–2013: Pingwiny z Madagaskaru –
  - Jajko (odc. 33b, 40, 48a, 64b),
  - Mama Jajka (odc. 33b, 40, 48a, 64b),
  - zwiedzająca zoo (odc. 42b),
  - bracia Wezuwiusz (odc. 51a)
- 2008, 2013, 2016–2017: Listonosz Pat – Przesyłki specjalne –
  - Bill (pierwsza wersja),
  - pani Thompson (pierwsza wersja)
- 2009: Góra Czarownic
- 2009: Dragon Age: Początek
- 2009: Mirror’s Edge – Kate
- 2009: Księżniczka i żaba
- 2009: Infamous – Trish
- 2009: Star Wars: The Clone Wars – Republic Heroes – Asajj Ventress
- 2009: Antoś –
  - Basia,
  - Ryś Zdziś (odc. 48)
- 2009: Archer –
  - Linda Belcher (odc. 37),
  - Mercedes Moreno (odc. 44)
- 2009: Bakugan: Młodzi wojownicy – Nowa Vestroia –
  - Marucho Marukura,
  - Oberon (odc. 27),
  - Mama Dana (odc. 43)
- 2009: Dinopociąg –
  - Pani Lesotozaur (odc. 21a),
  - Eryk Einiozaur (odc. 22a),
  - Sara Szonizaur (odc. 54b),
  - Hania Hadrozaur (odc. 55b, 56a, 56b)
- 2009: Lou!
- 2009: Małe królestwo Bena i Holly
- 2009: Mikołajek – Mikołajek
- 2009: Moje życie ze mną –
  - Dyrektorka,
  - Buba (odc. 45)
- 2009: Opowieści z Tinga Tinga
- 2009: Sally Bollywood –
  - Renan (odc. 1b),
  - niebieskowłosa stażystka (odc. 2a)
- 2009: Super Hero Squad – Czarna Wdowa
- 2009: SuperSprytek i Sprytusie
- 2009: Superszpiedzy –
  - Sam (odc. 14),
  - Granny (odc. 20),
  - Alex (odc. 22),
  - Timmy (odc. 41)
- 2009: Tara Duncan – harpia Scarella (odc. 25)
- 2009: Zafalowani – Lauren
- 2010: Angelo rządzi – Mama Angela
- 2010–2012: Avengers: Potęga i moc –
  - Maria Hill,
  - Czarna Wdowa
- 2010: Bakugan: Młodzi wojownicy – Najeźdźcy z Gundalii –
  - Marucho Marukura,
  - Mama Dana (odc. 1, 9, 13)
- 2010: Ben 10: Ultimate Alien –
  - Fritz (odc. 23),
  - Natalie – mama Gwen (odc. 25, 30, 48)
- 2010: Brzęcz jak wiesz – Panna Gęgalska (późniejsze odcinki)
- 2010: Franklin i przyjaciele –
  - Ślimak,
  - Pani Miś
- 2010: Kapitan Biceps –
  - Cindy Lopez/Czyściocha (odc. 20),
  - Belinda Szarpidrut/Łobuzka (odc. 34),
  - Betty Blok/Cementowa Siostra (odc. 51)
- 2010: Kot Prot na wszystko odpowie w lot –
  - słonica Emma (odc. 42b),
  - hipopotam Hilda (odc. 44b),
  - manat Matylda (odc. 46a),
  - krokodylica Diluś (odc. 48a)
- 2010: Mass Effect 2
- 2010: Wakfu – Yugo
- 2010: Alicja w Krainie Czarów
- 2010: Jak wytresować smoka
- 2010: Dragon Age: Początek – Przebudzenie – Sigrun
- 2010: Szczypta magii – lea
- 2010: Czarodziejka Lili: Smok i magiczna księga
- 2010: Kot Prot na wszystko odpowie w lot –
  - słonica Emma (odc. 42b),
  - hipopotam Hilda (odc. 44b),
  - manat Matylda (odc. 46a),
  - krokodylica Diluś (odc. 48a)
- 2010–2011, 2014: Kotka Pusia
- 2010–2013: Liga Młodych –
  - głos komputera Przystani (odc. 1),
  - doktor Serling Roquette (odc. 6),
  - Joan Garrick (odc. 8),
  - Killer Frost (odc. 11)
- 2010–2019: My Little Pony: Przyjaźń to magia –
  - Księżniczka Luna / Nightmare Moon,
  - Jedna z krów (odc. 4),
  - Daisy (odc. 4, 9, 100),
  - stara pegazica (odc. 16),
  - Sapphire Shores (odc. 19),
  - Wielkie Serce (odc. 21),
  - Fleetfoot (odc. 75, 124, 150),
  - Flitter (odc. 81),
  - Fleur de Verre (odc. 83),
  - różne głosy
- 2010: Oktonauci –
  - niebieska ryba (odc. 27),
  - pęz dwubarwny Simona (odc. 109),
  - pani ślimak (odc. 113),
  - aligator (odc. 115),
  - mama Pinia i Pintusia (odc. SP1)
- 2010: Planeta Sheena – Hadżingi – matka Doppy’ego (odc. 11, 13, 15, 20, 23)
- 2010: Pokémon: Czerń i Biel – Avery (odc. 12)
- 2010: PopPixie –
  - Reks,
  - Libby,
  - Tata Damiana (odc. 17)
- 2010: Pound Puppies: Psia paczka –
  - Marukotka (odc. 5),
  - Wagster (odc. 6),
  - Betty Bob (odc. 7),
  - Flip (odc. 9),
  - Penny (odc. 36),
  - Pani Petunia (odc. 37),
  - Allyson (odc. 49),
  - Chłopiec (odc. 57),
  - Hairy (odc. 60),
  - Beardy (odc. 63)
- 2010–2012: Scooby Doo i Brygada Detektywów –
  - Mama Kudłatego,
  - Amy (odc. 20),
  - Lady Marmolada (odc. 23),
  - Baba Jaga (odc. 28),
  - Frau Gluck (odc. 37),
  - żona farmera (odc. 43),
  - kelnerka (odc. 45),
  - mama (odc. 46)
- 2010: Turbo Dudley – psi agent – R.I.T.A. (odc. 5a)
- 2010–2011: Tytan Symbionik – Słonik (odc. 3)
- 2010: Umizoomi
- 2010: Pingwiny z Madagaskaru – mama kaczka, kaczorek JJ
- 2010: Aniołki i spółka
- 2010: Zafalowani – Lauren 'Lo' Ridgemount
- 2011: Might & Magic Heroes VI – Sveltana, Katarzyna
- 2011: Wiedźmin 2: Zabójcy królów –
  - trollica,
  - Matylda Szabo,
  - Brygida,
  - Chorabowa
- 2011: Magiczny duet – Miranda DuBaer
- 2011: Bąbelkowy świat gupików – Goby
- 2011: Kung Fu Panda 2 – Tygrysica
- 2011: League of Legends – narrator
- 2011: Scooby Doo i Brygada Detektywów –
  - Paula Rogers – mama Kudłatego (odc. 1, 26-27, 29, 52)
  - syrena Emmy/Emmy Cavenaugh (odc. 20)
  - Lady Marmolade (odc. 23)
  - Baba Jaga (odc. 28)
  - Abigail Gluck (odc. 37)
  - farmerka (odc. 43)
  - kelnerka (odc. 45)
- 2012: Epoka lodowcowa 4: Wędrówka kontynentów – babcia Sida
- 2012: Diablo III
- 2013: Życie Pi – matka Pi, Gita Patel
- 2013: Smerfy 2
- 2013: Dofus: Skarby Keruba – mały Joris
- 2013: My Little Pony: Equestria Girls –
  - Księżniczka Luna/Wicedyrektorka Luna,
  - Cloud Kicker
- 2013: Grzmotomocni – Fiona Campbell
- 2013  Crysis 3 – Tara Strickland
- 2014: Kroniki Xiaolin – Omi
- 2015: My Little Pony: Equestria Girls – Igrzyska Przyjaźni –
  - Wicedyrektor Luna,
  - "Sophisticata"
- 2016: Steven Universe – Ametyst
- 2016: Kung Fu Panda 3 – Tygrysica
- 2016: Epoka lodowcowa 5: Mocne uderzenie – babcia Sida
- 2016: My Little Pony: Equestria Girls – Legenda Everfree – Wicedyrektor Luna
- 2016: Strażak Sam: Uwaga, kosmici! – Norman
- 2016: X-Men: Apocalypse –
  - nauczycielka Scotta,
  - aktorka w telewizji
- 2017: The Elder Scrolls Legends – niepokorna więźniarka / Łupieżczyzni z Jerall / Patrol ze Skingradu
- 2017: Syberia 3 – pielęgniarka
- 2017: Lego Scooby-Doo! Klątwa piratów – Bingo Bella
- 2017: Módl się o deszcz – Olivia Gardner
- 2017: Little Witch Academia – Lukić
- 2017: Magiczna zima Muminków – Too-Tiki
- 2017: My Little Pony: Film – księżniczka Luna
- 2017: Niesamowita historia wielkiej Gruszki
- 2017: Piękna i Bestia
- 2017: Pośród głębokiej zimy
- 2017: Stateczek Eliasz –
  - Mała Lily,
  - Wózek,
  - Helianna
- 2017: Szkoła życia – Célestine
- 2017: Tito i obcy
- 2017: Wiara w Boga
- 2017: Zdjąć urok
- 2017: Zoo
- 2017: Pamiętnik Chrumasa – pani dentystka (odc. 19)
- 2018: Asteriks i Obeliks: Tajemnica magicznego wywaru – Dobromina
- 2018: Liliana Pędziwiatr –
  - Ronnie,
  - Ronja
- 2018: Magiczny dywan − Salem
- 2018: Maria Magdalena – Maryja
- 2018: Mia i biały lew
- 2018: Pragnienie
- 2018: Rick i Morty – Supernova
- 2018: Rosie i Moussa − Cecylia Hemrijk
- 2018: The Seven Deadly Sins the Movie: Prisoners of the Sky – Hawk
- 2018: Z głową w chmurach – Katarina
- 2019: Asteriks i Obeliks: Tajemnica magicznego wywaru – Dobromina
- 2019: Wilk w owczej skórze 2
- 2020: Zwariowane melodie: Kreskówki –
  - Babcia,
  - Dama z wyższych sfer (odc. 12a),
  - Spikerka na lotnisku (odc. 34a)